# Bactrocera neoxanthodes
Bactrocera neoxanthodes
 es una especie de insecto díptero que Drew y Romig describieron científicamente por primera vez en 2001. Esta especie pertenece al género Bactrocera de la familia Tephritidae.  